# Little Belize
Little Belize ist eine Stadt im Distrikt Corozal in Belize. Die Stadt zählte im Jahr 2005 etwa 2230 Einwohner. Durch die frühere Einwanderung von Russlandmennoniten wird in Little Belize neben Englisch und Spanisch auch Plautdietsch gesprochen.

## Lage
Little Belize liegt im Norden des Landes Belize im Distrikt Corozal. Westlich von der Stadt erstreckt sich die Progresso Lagoon, die Little Belize und das Dorf Progresso trennt.